# Smombie

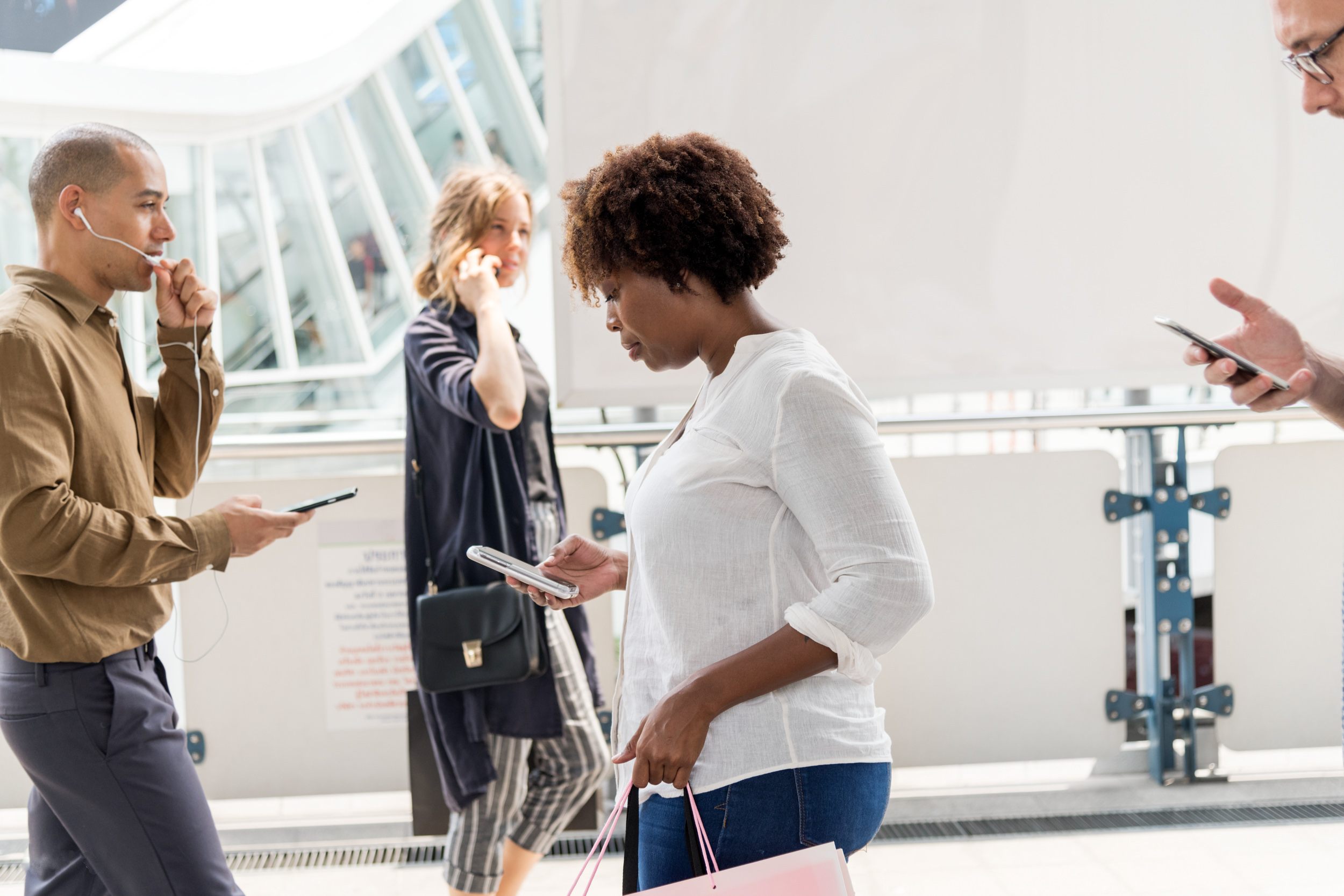
Smombies

Un smombie (del alemán: smartphone zombie) es un peatón que camina despacio y sin prestar atención a su entorno, porque están enfocados en su teléfono inteligente. Esto ahora es un riesgo de seguridad significativo ya que peatones distraídos causan accidentes. Ciudades como Chongqing y Amberes han introducido carriles especiales para los usuarios de teléfonos inteligentes para ayudar a dirigir y encaminarlos.
En 2014, China tenía más de quinientos millones de usuarios de teléfonos inteligentes y más de la mitad de ellos tenía una adicción al teléfono. En Chongqing, el gobierno construyó una acera celular, separando el teléfono de los usuarios y los no usuarios de telefonía móvil.
 En Hong Kong, que se llaman dai tau juk (tribu con la cabeza hacia abajo).
Los peatones que mesajean pueden tropezar con la acera, salir por delante de los coches y chocar con otros peatones. El campo de visión de un usuario de teléfono inteligente se estima que es sólo de 5% de un peatón normal. Puede utilizarse una aplicación que utiliza la cámara del teléfono para hacer que parezca transparente y proporcionar alguna advertencia de peligros. En Augsburgo y Colonia, se han introdujeron luces de tráfico incrustadas en el pavimento a nivel del suelo de manera que sean más visibles para los despreocupados peatones. En Seúl, Corea del Sur se han colocado señales de advertencia en el pavimento de las intersecciones peligrosas después de más de un millar de accidentes de tráfico causados por los teléfonos inteligentes en 2014.

## Leer más
- Hookham, Mark (21 de febrero de 2016). «Walkers hit by curse of the smombie». UK. Archivado desde el original el 10 de noviembre de 2016. Consultado el 22 de septiembre de 2016.
- «Chongqing's 'mobile lane'». UK: BBC. 15 de septiembre de 2014.

- Datos: Q24901351
- Multimedia: Smartphone zombies / Q24901351